# Оцу
О́цу (яп. 大津市 О:цу-си) — центральный город Японии, административный центр префектуры Сига. Примыкает непосредственно к Киото и связан с ним единой системой метро.
Площадь города составляет 464,10 км², население — 341 763 человека (1 июля 2014), плотность населения — 736,40 чел./км².

## Административный статус
Статус города Оцу получил 1 октября 1898 года.

## География
Город находится на южном берегу самого большого озера Японии — озера Бива, вокруг которого расположена префектура Сига.

## Религия
Город знаменит храмом Мии-дэра буддийской школы Тэндай.
В городе Сакамото в составе Оцу находится знаменитая синтоистская кумирня Хиёси-тайся.
Над городом расположена гора Хиэй с храмом Энряку-дзи буддийской школы Тэндай.

## Известность за рубежом
Город известен как место, где в 1891 году полицейский Цуда Сандзо совершил покушение на жизнь цесаревича Николая Александровича (так называемый инцидент в Оцу).

## Внешние связи
Города-побратимы:
- Лансинг, США (1969)
- Интерлакен, Швейцария (1978)
- Вюрцбург, Германия (1979)
- Муданьцзян, Китай (1984)
- Куми, Республика Корея (1990)